# Hoplia testudinis
Hoplia testudinis är en skalbaggsart som beskrevs av Guido Sabatinelli 1997. Hoplia testudinis ingår i släktet Hoplia och familjen Melolonthidae. Inga underarter finns listade i Catalogue of Life.